# Elizabeth Caskey
Elizabeth " Betty " Gwyn Caskey (Saskatoon, 20 de mayo de 1910 - Lynchburg, enero de 1994) fue una académica, maestra y arqueóloga clásica canadiense-estadounidense, conocida por su trabajo en las excavaciones en Lerna y Kea, que son importantes para la prehistoria griega. Como arqueóloga, trabajó con su esposo, Jack Caskey, en excavaciones donde supervisó las trincheras de cada excavación anual y sus fortificaciones. Ella también escribió resúmenes de las excavaciones. Al finalizar su matrimonio, excavó en Pylos. Fue profesora de estudios clásicos en el Randolph-Macon College y se convirtió en profesora emérita en 1981.

## Primeros años
Elizabeth Caskey nació el 20 de mayo de 1910 en Saskatoon, Saskatchewan, Canadá. Fue la tercera hija de siete hijos (cuatro niñas y tres niños) de Stratton Gwyn y Fanny Coningsby. Pasó sus primeros años en las praderas de Canadá en condiciones difíciles. Asistió a la escuela primaria en Dandas hasta 1921. Desde 1922 su educación secundaria fue en la Escuela Colegiada de Battleford en Battleford . Era una buena oradora en la escuela, y se graduó de la escuela con distinción, obteniendo la Medalla del Gobernador General para Saskatchewan. De 1926 a 1927 se quedó en casa aprendiendo piano, porque su madre pensaba que era demasiado joven para ir a la universidad.
En 1928, cuando su familia se mudó a Duncan, Columbia Británica, asistió a Hamilton Central Collegiate, preparatoria para ingresar a la universidad. Se graduó en Hamilton con honores en literatura inglesa, historia, álgebra y geometría, latín, francés y griego, y recibió la Medalla de Oro JM Buchan y tres becas para continuar estudios de posgrado en la Universidad de Toronto . Estudió en el Trinity College de la universidad y después de cuatro años de estudio en diversas materias recibió su título en Clásicos en 1932 con distinción, encabezando su clase. Después de recibir su título de maestría en 1933 en el Toronto College, se mudó a la Universidad de Cincinnati con una beca de enseñanza para continuar estudios para su doctorado. Sus estudios de doctorado cubrieron historia griega, composición en prosa, elegía y epigrama, y civilización griega. También hizo un curso en Grecia pre-clásica de 1935 a 1936.
En Cincinnati conoció a John Langdon Caskey, un compañero de estudios y graduado de la Universidad de Yale . Se casaron el 1 de agosto de 1936. Mientras John Langdon realizaba sus excavaciones arqueológicas en Troya, donde había estado trabajando desde 1932, Elizabeth se unió a él en el trabajo de campo durante un breve período en 1938, ayudando en algunos trabajos elementales relacionados con la arqueología de campo. Durante sus estudios de doctorado, también enseñó en el departamento de Clásicos bajo una beca de enseñanza Taft. Recibió su doctorado de la universidad en junio de 1939 con su tesis sobre "Demócrito y Platón".

## Carrera profesional
Durante la Segunda Guerra Mundial, Caskey comenzó a enseñar clásicos a partir de 1942, inicialmente como maestra sustituta en lugar de aquellos que habían optado por el deber de guerra y luego como instructora de 1942 a 1946. En 1948 se mudó a Grecia con su esposo, donde trabajó como Subdirectora de la American School of Classical Studies en Atenas . Siguió una carrera como bibliotecaria desde 1948 hasta 1958, y ocasionalmente enseñó numismática y cerámica antigua a estudiantes graduados, basándose en los datos de las excavaciones arqueológicas en el Ágora ateniense. También ayudó a los estudiantes a estudiar flora y fauna durante las excavaciones de campo de las ruinas.
En 1952 con el apoyo de la escuela, Caskey junto con su esposo comenzaron a trabajar en las excavaciones arqueológicas en Lerna . En 1952, con el apoyo de la escuela, junto con su esposo, ella comenzó a trabajar en las excavaciones arqueológicas en Lerna, un sitio pre Mycaeanean en el Peloponeso, al sur de Argos en el camino a Tripolis ; El trabajo relacionado con la Edad del Bronce Media, la Edad del Bronce y los períodos neolíticos . Tenía la tarea de supervisar excavaciones como "cuarto maestro" en áreas que proporcionaban información relacionada con la Edad del Bronce Temprana. Después de la finalización de las excavaciones de Lerna, y de erigir un techo sobre la "Casa de los Azulejos", asumió la tarea de registrar las excavaciones en Eutresia en Boeatia, en el sur de Grecia, junto con su esposo. Este trabajo fue publicado en Hesperia con el apoyo del Instituto de Estudios Avanzados de Princeton .
En 1969 regresaron a Cincinnati por un corto período y luego comenzaron otra excavación en Agia Irini en la isla de Kea frente a la costa de Attica durante 1960, donde los estudiantes de la universidad también fueron entrenados para establecer el vínculo entre la civilización del palacio de Creta. y los centros micénicos en el Peloponeso, al sur de Argos, en el camino a Trípolis. Después de completar las excavaciones de Lerna y de erigir un techo sobre las excavaciones sobre la "Casa de los Azulejos", se encargó de registrar las excavaciones en la Eutresis en Boeatia en el sur de Grecia junto con su esposo. Este trabajo fue publicado en Hesperia con el apoyo de Instituto de Estudios Avanzados de Princeton. En 1969 regresaron a Cinncinnari por un corto período y luego comenzaron otra excavación en Agia Irini en la isla de Kea, en la costa de Attica, durante 1960, donde también se capacitó a los estudiantes de la universidad.
En la excavación realizada durante 1963-1964, Caskey no solo alentó a los nuevos arqueólogos, sino que también se involucró en excavaciones profundas en sitios de la Edad del Bronce Tardía, que expusieron el edificio más grande con yeso pintado despegado en algunas habitaciones, macetas, graffiti, desagües, carreteras y otras características. La publicación titulada "Casa A", publicada por W. Willson Cummer y Elizabeth Schofield, está dedicada a Caskey con el crédito: "quien excavó la mayor parte de la Casa A e hizo estudios preliminares de gran parte de la cerámica".
En 1965, un equipo bajo la supervisión de Caskey realizó la grabación de los hallazgos de un templo al lado del sitio de la Casa A y de la cerámica, principalmente de la Edad del Bronce tardío, huesos de animales, fragmentos de frescos, esqueletos humanos y estatuas de terracota . su sobrina Lynne Radcliffe de Vancouver se había unido a este equipo. Sin embargo, Caskey no reanudó su trabajo en el sitio ya que se había divorciado de su esposo. A partir de ese momento, usó el apodo de "Betty".
Después de su regreso a Cincinnati, Caskey enseñó inicialmente como instructora en la universidad. Entre 1967 y 1968, enseñó en el Western College for Women en Oxford, Ohio, como profesora asistente a tiempo parcial.
Reanudó las excavaciones en Grecia durante el verano de 1968. Fue miembro de una expedición de rescate de la Escuela Estadounidense y la Universidad de Colorado, en Pylos, Elis. Esta excavación se realizó en el área sumergida de una gran presa y la excavación concluyó rápidamente del 12 de junio al 17 de agosto de 1968, complementada con más trabajo en 1970. Las excavaciones desenterraron anticuarios de la "ocupación heládica media, pozos de los últimos tiempos geométricos y arcaicos. períodos, cimientos de las casas del siglo V al siglo IV a. C., paredes de las casas y tumbas del período romano posterior, y algunas ocupaciones bizantinas ".
A partir del otoño de 1968, Caskey comenzó a trabajar en el Randolph-Macon Woman's College en Lynchburg, Virginia, como profesora asociada y como profesora desde 1977. Las materias que enseñó aquí cubrieron sus campos especiales, como literatura clásica y filosofía, griego, historia antigua, arte. y arqueología. Ella estuvo activa en el Instituto Arqueológico de América . Fue miembro de la American School of Classical Studies . También estuvo asociada con el Senado de la Facultad de Virginia en nombre de Randolph-Macon. Participó en las actividades de las iniciativas de mujeres de "Lynchburg AAUW", la Liga de Mujeres Votantes y la Primera Iglesia Unitaria . También emprendió acciones relacionadas con las preocupaciones ambientales y fue una gran observadora de aves. Luego dedicó su tiempo a publicar muchos artículos de investigación, particularmente sobre el trabajo de Platón, revisión de libros arqueológicos. Se retiró en 1981 y recibió el estatus de profesora emérita .
Caskey murió en enero de 1994 en Lynchburg, donde había pasado sus días de retiro.

 En el funeral de Caskey, el presidente emérito William F. Quillian ensalzó sus cualidades al declarar: 
 Son pocos los que se combinan tan bien como lo hizo con las cualidades de una meticulosa erudición, dedicación a la enseñanza y habilidad para inspirar a sus estudiantes a estudiar y apreciar los clásicos, un interés y participación en temas sociales y políticos, y con todo. una perspectiva alegre y alegre de la vida. 